# ثاديوس فيربانكس
ثاديوس فيربانكس (بالإنجليزية: Thaddeus Fairbanks)‏ هو مخترِع أمريكي، ولد في 17 يناير 1796 في Brimfield, Massachusetts ‏ في الولايات المتحدة، وتوفي في 12 أبريل 1886 في سانت جوهانسبوري في الولايات المتحدة.

## وصلات خارجية
- ثاديوس فيربانكس على موقع الموسوعة البريطانية (الإنجليزية)